# جک لندن

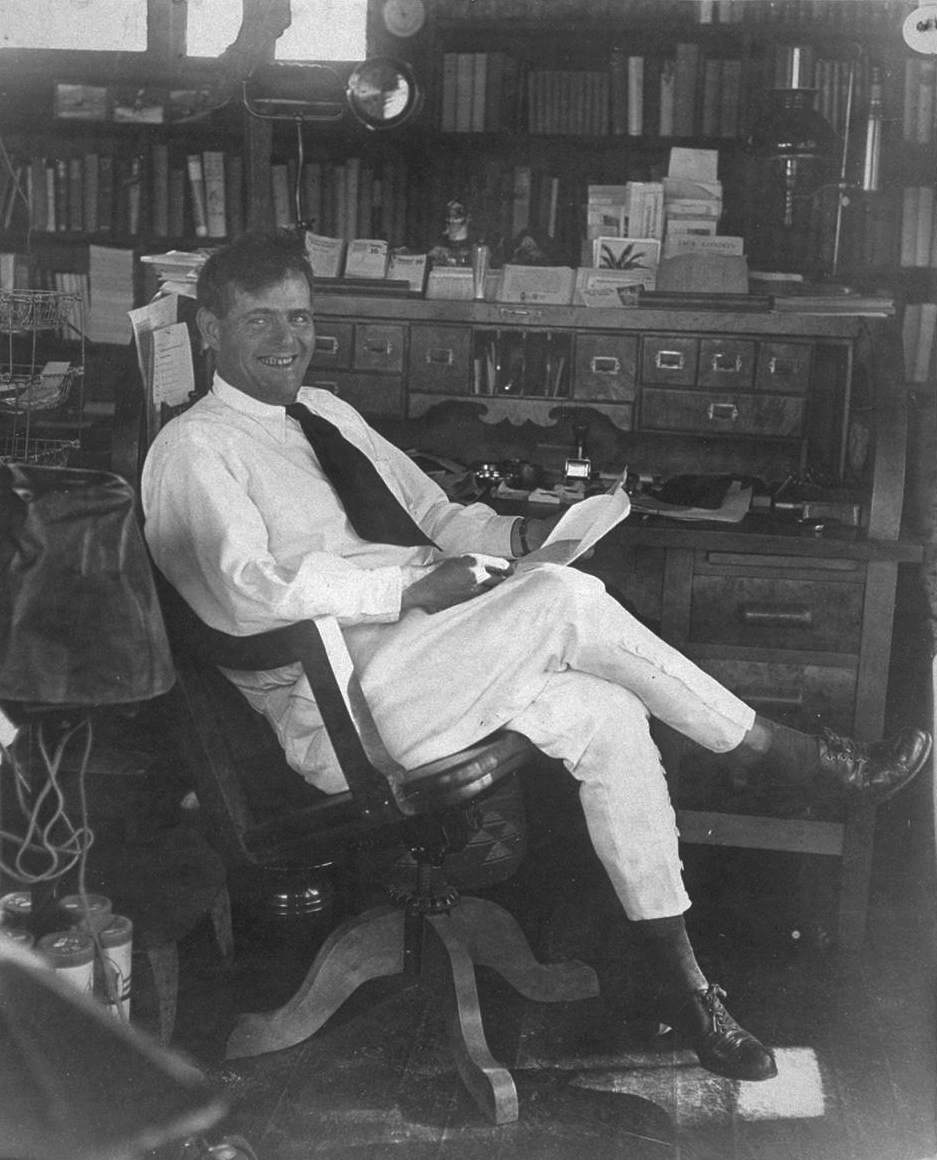
جک لندن در دفتر کار - ۱۹۱۶ میلای

جان گریفیث لندن (انگلیسی: Jack London زادهٔ ۱۲ ژانویه ۱۸۷۶ – درگذشتهٔ ۲۲ نوامبر ۱۹۱۶) نویسنده سوسیالیست آمریکایی بود. آثار او مانند آوای وحش، سپیددندان و گرگ دریا با استقبال خوانندگان روبرو شد. او از نخستین نویسندگان آمریکا بود که از راه نوشتن به ثروت زیادی دست یافت.
وی صحنه‌هایی که تصویر کرده را با چشم خود دیده و قهرمانان بیشتر داستانهایش کسانی هستند که با او معاشرت داشته‌اند. در نوشته‌های جک لندن تأثیر افکار چارلز داروین، هربرت اسپنسر، کارل مارکس ، فریدریش نیچه و ویلیام مرداک آشکار است. این آثار که گاهی رنگ شدید ناتورالیستی به خود می‌گیرند غالباً تجزیه و تحلیل‌های بسیار دقیق اجتماعی هستند.

## زندگی

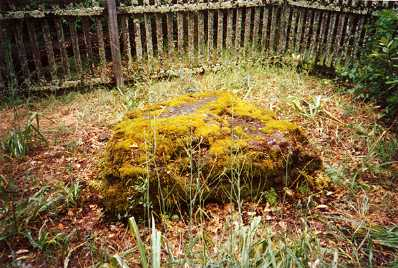
قبر جک لندن و چارمین لندن

جک لندن در خانواده تنگدستی در سان فرانسیسکو به دنیا آمد و در اوکلند بزرگ شد. او با اینکه توانست در دانشگاه پذیرفته شود، تحصیلات رسمی چندانی نداشت و هرچه آموخت، خود آموخت و بسیاری از آثار ادبی را در کتابخانه عمومی اوکلند خواند.
در ۱۸۸۹ در کارخانه کنسروسازی کاری سخت و سنگین پیدا کرد. بعد با پولی که از نامادریش وام گرفت قایقی خرید و به صید غیرقانونی صدف پرداخت. در ۱۸۹۳ به عنوان کارگر با یک کشتی شکار شیر دریایی به ژاپن رفت. بازگشت او با «بحران اقتصادی سال ۱۸۹۳» و مبارزات کارگری هم‌زمان شد.
مدتی بی‌کار و ولگرد بود و در شهر بافلو به زندان افتاد. بعد به اوکلند بازگشت و دبیرستان را تمام کرد. خیلی دوست داشت که به دانشگاه کالیفرنیا برود و پس از سه ماه کوشش فشرده در تابستان ۱۸۸ در آنجا پذیرفته شد. اما به دلیل بی‌پولی ناچار پس از یک سال دانشگاه را رها کرد.

در ۱۸۹۷ با کشتی و همراه با دیگر جویندگان طلای کلوندایک به شهر داوسون در یوکان رفت. در آنجا بیمار شد و پزشکی او را درمان کرد. داستان کوتاه «برپا کردن آتش» یادگار این دوره از زندگی او است.
پس از بازگشت به اوکلند بیش از پیش به تبلیغ سوسیالیسم و نیز نوشتن پرداخت. او سعی داشت که با نوشتن و فروش آثارش (به گفته خودش با فروش مغزش) از بی‌پولی و اجبار به کار بدنی رها شود. همزمانی این تصمیم او با گسترش مجله‌های عامه‌پسند ارزان که به‌دنبال داستان‌های کوتاه بودند باعث شد که او بتواند از راه نویسندگی پول درآورد. به‌زودی نویسنده‌ای موفق شد و در سال ۱۹۰۰ درآمد او از نویسندگی به ۲۵٬۰۰۰ دلار رسید.

جک لندن دو بار ازدواج کرد. در ۱۹۱۰ ملکی به وسعت چهار کیلومتر مربع را در شهرستان سونوما در کالیفرنیا خرید و سعی در کشاورزی با روش‌هایی ابتکاری و ویژه خود کرد ولی موفقیتی نداشت. این ملک اکنون با نام «پارک تاریخی جک لندن» به دست دولت آمریکا اداره می‌شود.
جک لندن در چهارشنبه ۲۲ نوامبر ۱۹۱۶ از نارسایی کلیه درگذشت، اگر چه برخی روایات مرگ او را ناشی از الکلیسم یا حتی خودکشی می‌دانند. بر گور او در پارک تاریخی جک لندن در سونوما صخره‌ای خزه گرفته گذاشته‌اند.
جک لندن مدت کوتاهی پیش از مرگش، طی نامه‌ای از حزب سوسیالیست استعفا داد. در بخشی از این نامه چنین آمده است:
رفقای گرامی!
من از حزب سوسیالیست استعفا می‌دهم زیرا فاقد روح و شور مبارزه‌ای است و بر جنگ طبقاتی تأکید نمی‌ورزد. من در اصل عضو حزب سوسیالیست کارگری بودم که انقلابی بود و تا سرحد نابودی مبارز. من عضو مبارز حزب سوسیالیست بوده‌ام؛ سوابق مبارزاتی من حتی در این هنگام نیز تماماً فراموش نشده است. من که خود در مبارزه طبقاتی تعلیم یافته بودم برابر آنچه که در حزب سوسیالیست کارگری آموخته و بدان عمل می‌شد معتقد بودم که طبقه کارگر به وسیله مبارزه و با آشتی ناپذیری با دشمن می‌تواند خود را آزاد کند. از آنجا که سوسیالیسم در سال‌های اخیر با سازشکاری و آشتی ناپذیری همراه بوده است در می‌یابم که روح و فکرم مانع ابقاء من در عضویت حزب سوسیالیست است.
میدان بزرگی در شهر اوکلند به نام او گذاشته شده و کلبهٔ چوبی او هنگام جستجوی طلا در یوکان در گوشه‌ای از میدان قرار دارد.

## سبک
آثار جک لندن روایتی از سختی‌های زیست در آمریکای انتهای قرن نوزدهم و اوایل قرن بیستم است، تصویر دقیق و پر از جزییاتی که وی از آن جامعه به دست می‌دهد منبعی برای شناخت و مطالعه مردم آمریکا است.